# Ґеорг Ґольтерман
Ґеорг Едуард Ґольтерман (нім. Georg Eduard Goltermann; 19 серпня 1824, Ганновер — 29 грудня 1898, Франкфурт-на-Майні) — німецький віолончеліст, композитор і диригент.

## Біографія
Навчався спершу у свого батька, органіста Генріха Фрідріха Ґольтермана, потім у Авґуста Крістіана Прелля і в 1847—1849 рр. в Мюнхені у Йозефа Ментера. Крім того, він вивчав композицію під керівництвом Іґнаца Лахнера. У 1850—1852 рр. концертував як соліст, рівночасно виступивши зі своїми першими композиціями (в 1851 року в Лейпцигу була виконана його симфонія). У 1852 році отримав посаду капельмейстера в Вюрцбурзі, а з 1853 року і до кінця життя працював диригентом у Франкфуртському міському театрі, в 1874 року зайняв пост музичного керівника.
З-поміж творів Ґольтермана найбільш популярними були саме віолончельні — перш за все, вісім концертів, особливо перший тв. 14 (повільна частина якого, Кантилена, виконувалась і окремо — в молодості її записав Пабло Касальс) і найлегший концерт — четвертий. Деякі невеликі п'єси Ґольтермана досі входять до педагогічного репертуару. Окрім того, Ґольтерману належить ряд аранжувань, зокрема, ним був випущена збірка п'єс Едварда Гріга в перекладі для віолончелі й фортеп'яно.